# Serra Gelada
Serra Gelada är ett berg i Spanien.   Det ligger i provinsen Provincia de Alicante och regionen Valencia, i den östra delen av landet, 400 km sydost om huvudstaden Madrid. Toppen på Serra Gelada är 435 meter över havet, eller 397 meter över den omgivande terrängen. Bredden vid basen är 5,5 km.
Terrängen runt Serra Gelada är huvudsakligen kuperad, men åt nordost är den platt. Havet är nära Serra Gelada åt sydost.Runt Serra Gelada är det tätbefolkat, med 709 invånare per kvadratkilometer. Närmaste större samhälle är Benidorm, 6,1 km väster om Serra Gelada. Trakten runt Serra Gelada består till största delen av jordbruksmark.